# Теодорешти (Арђеш)
Теодорешти (рум. Teodorești) насеље је у Румунији у округу Арђеш у општини Кука. Oпштина се налази на надморској висини од 470 m.

## Становништво
Према подацима из 2002. године у насељу је живело 324 становника, од којих су сви румунске националности.